# Lista de episódios de The Yogi Bear Show
A seguir a lista de episódios (em inglês) da série Show do Zé Colmeia (1961-1962), cada episódio é composto por um segmento da série The Yogi Bear Show: Zé Colmeia, Leão da Montanha e Patinho Duque.
| Zé Colmeia       |
| Leão da Montanha |
| Patinho Duque    |

## Lista de Episódios
Devido à diferença de data entre os episódios 16 e 17, a lista que se segue é em duas partes.

### Primeira Temporada
| Episódio 1                 | Estreia EUA: 30 de Janeiro, 1961   |
| Oinks and Boinks: (Piloto) |                                    |
| Major Operation: (Piloto)  |                                    |
| Out of Luck Duck: (Piloto) |                                    |
| Episódio 2                 | Estreia EUA: 6 de Fevereiro, 1961  |
| Booby Trapped Bear         |                                    |
| Feud for Thought           |                                    |
| Hop, Duck and Listen       |                                    |
| Episódio 3                 | Estreia EUA: 13 de Fevereiro, 1961 |
| Gleesome Threesome         |                                    |
| Live and Lion              |                                    |
| Dog Flight                 |                                    |
| Episódio 4                 | Estreia EUA: 20 de Fevereiro, 1961 |
| A Bear Pair                |                                    |
| Fraidy Cat Lion            |                                    |
| Easter Duck                |                                    |
| Episódio 5                 | Estreia EUA: 27 de Fevereiro, 1961 |
| Spy Guy                    |                                    |
| Royal Ruckus               |                                    |
| Foxy Duck                  |                                    |
| Episódio 6                 | Estreia EUA: 6 de Março, 1961      |
| Do or Diet                 |                                    |
| The Roaring Lion           |                                    |
| Railroaded Duck            |                                    |
| Episódio 7                 | Estreia EUA: 13 de Março, 1961     |
| Bears and Bees             |                                    |
| Paws for Applause          |                                    |
| Duck Hunting               |                                    |
| Episódio 8                 | Estreia EUA: 20 de Março, 1961     |
| Biggest Show-Off on Earth  |                                    |
| Knights and Daze           |                                    |
| Whistle-Stop and Go        |                                    |
| Episódio 9                 | Estreia EUA: 27 de Março, 1961     |
| Genial Genie               |                                    |
| The Gangsters All Here     |                                    |
| Duck the Music             |                                    |
| Episódio 10                | Estreia EUA: 3 de Abril, 1961      |
| Cub Scout Boo Boo          |                                    |
| Having a Bowl              |                                    |
| School Fool                |                                    |
| Episódio 11                | Estreia EUA: 10 de Abril, 1961     |
| Home Sweet Jellystone      |                                    |
| Diaper Desperado           |                                    |
| Oh Duckter                 |                                    |
| Episódio 12                | Estreia EUA: 17 de Abril, 1961     |
| Love-Bugged Bear           |                                    |
| Arrow Error                |                                    |
| It’s a Duck’s Life         |                                    |
| Episódio 13                | Estreia EUA: 24 de Abril, 1961     |
| Bearface Disguise          |                                    |
| Twice Shy                  |                                    |
| Happy Birthdaze            |                                    |
| Episódio 14                | Estreia EUA: 1 de Maio, 1961       |
| Slap Happy Birthday        |                                    |
| Cloak and Stagger          |                                    |
| Horse Collared             |                                    |
| Episódio 15                | Estreia EUA: 8 de Maio, 1961       |
| A Bear Living              |                                    |
| Remember Your Lions        |                                    |
| Ha-Choo to You!            |                                    |
| Episódio 16                | Estreia EUA: 15 de Maio, 1961      |
| Disguise and Gals          |                                    |
| Remember the Daze          |                                    |
| Foxy Proxy                 |                                    |

### Segunda Temporada
| Episódio 17                | Estreia EUA: 16 de Setembro, 1961 |
| Touch and Go-Go-Go         |                                   |
| Express Trained Lion       |                                   |
| Count to Tenant            |                                   |
| Episódio 18                | Estreia EUA: 23 de Setembro, 1961 |
| Acrobatty Yogi             |                                   |
| Jangled Jungle             |                                   |
| Shrunken Headache          |                                   |
| Episódio 19                | Estreia EUA: 30 de Setembro, 1961 |
| Ring-a-Ding Picnic Basket  |                                   |
| Lion Tracks                |                                   |
| The Most Ghost             |                                   |
| Episódio 20                | Estreia EUA: 7 de Outubro, 1961   |
| Iron Hand Jones            |                                   |
| Fight Fright               |                                   |
| Stamp Scamp                |                                   |
| Episódio 21                | Estreia EUA: 14 de Outubro, 1961  |
| Yogi’s Pest Guest          |                                   |
| Lions Share Sheriff:       |                                   |
| All’s Well That Eats Well  |                                   |
| Episódio 22                | Estreia EUA: 21 de Outubro, 1961  |
| Missile Bound Yogi         |                                   |
| Cagey Lion                 |                                   |
| Foxy Friends               |                                   |
| Episódio 23                | Estreia EUA: 28 de Outubro, 1961  |
| Loco Locomotive            |                                   |
| Charge That Lion           |                                   |
| Mad Mix Up                 |                                   |
| Episódio 24                | Estreia EUA: 4 de Novembro, 1961  |
| Missile-Bound Bear         |                                   |
| By My Ghost                |                                   |
| Beach Brawl                |                                   |
| Episódio 25                | Estreia EUA: 11 de Novembro, 1961 |
| A Wooin’ Bruin             |                                   |
| Spring Hits a Snag:        |                                   |
| Duck Seasoning             |                                   |
| Episódio 26                | Estreia EUA: 18 de Novembro, 1961 |
| Yogi in the City           |                                   |
| Legal Eagle Lion           |                                   |
| Hasty Tasty                |                                   |
| Episódio 27                | Estreia EUA: 25 de Novembro, 1961 |
| Queen Bee for a Day        |                                   |
| Don’t Know It Poet         |                                   |
| Nobody Home Duck           |                                   |
| Episódio 28                | Estreia EUA: 2 de Dezembro, 1961  |
| Batty Bear                 |                                   |
| Tail Wag Snag              |                                   |
| Dog Pounded                |                                   |
| Episódio 29                | Estreia EUA: 9 de Dezembro, 1961  |
| Droop-a-Long Yogi          |                                   |
| Rent and Rave              |                                   |
| Witch Duck-ter             |                                   |
| Episódio 30                | Estreia EUA: 16 de Dezembro, 1961 |
| Threadbare Bear            |                                   |
| Footlight Fright           |                                   |
| Full Course Meal           |                                   |
| Episódio 31                | Estreia EUA: 23 de Dezembro, 1961 |
| Ice Box Raider             |                                   |
| One Two Many               |                                   |
| Baddie Buddies             |                                   |
| Episódio 32                | Estreia EUA: 30 de Dezembro, 1961 |
| Bear Foot Soldiers (Final) |                                   |
| Royal Rodent (Final)       |                                   |
| Judo Ex-Expert (Final)     |                                   |

## Especial
| Especial / final                          | Estreia EUA: 6 de Janeiro, 1962 |
| Yogi’s Birthday Party (Parts 1, 2, and 3) |                                 |